# Ernst Schultz
Ernst Ludvig Emanuel Schultz (15. maj 1879, Horsens – 20 juni 1906, Roskilde Fjord) var en dansk atlet, fabrikant og bogholder. 
Schultz var medlem af Københavns FF (Københavns IF), Københavns AF (-1900) og Hellerup Idrætsklub (1901-). Han deltog i OL 1900 i Paris og blev bronzemedalje vinder på 400 meter i tiden 53,0, efter at tre af hans fem amerikanske finalemodstandere ikke løb, eftersom finalen afvikledes på en søndag. 
Schultz bedste tid på 400 meter var 51,5 og han vandt et dansk mesterskab; 150 meter i 1899 og satte danske rekorder på kvart mile og 200 meter i 1898 og 1899. Han var sammen med to andre unge mænd med til at stifte Hellerup Idrætsklub 10. december 1900, han blev også klubbens første formand, en post han bestred et års tid.
Ernst Schultz var også fodboldspiller i Østerbro Boldklub og roer i Roskilde Roklub.
Schultz døde bare 27 år gammel i en drukneulykke under en sejlads på Roskilde Fjord, som også kostede livet for fodboldspilleren i B.93 Thorald Petersen Høyen (født 1885). Schultz er begravet på Assistens Kirkegården.

## Danske mesterskaber
- Bronze 1902 100 meter
- Sølv 1900 150 meter
- Guld 1899 150 meter
- Bronze 1898 150 mter